# Volavlje
Volavlje – wieś w Słowenii, w gminie miejskiej Lublana. W 2018 roku liczyła 178 mieszkańców. 